# Баленко Ігор Миколайович
І́гор Микола́йович Баленко (нар. 28 липня 1958, Київ) — український підприємець, голова Спостережної ради ПрАТ «Фуршет», власник компанії "Рітейл Центр", яка збанкрутувала у 2021 році. Президент Української торгової асоціації. Почесний консул консульства Перу в Україні. Депутат Київради ІХ скликання від Європейської солідарності.

## Життєпис
Закінчив Київський інститут іноземних мов (1984), здобув спеціальність «викладач французької мови».
З 2010 року очолював Київську міську організацію партії «Фронт Змін». У 2012 році брав участь у парламентських виборах (212-й округ, м. Київ).
Депутат Київської міської ради (фракція «Солідарність»), член Постійної комісії з питань містобудування, архітектури та землекористування.
Одружений, має двох синів. Нагороджений Почесною грамотою Кабінету Міністрів України, кавалер ордена «За заслуги» III ступеня (2007).
На місцевих виборах 2020 року був обраний депутатом Київської міської ради 9-го скликання.